# Чкнаворян, Геворг Вараздатович
Геворг Вараздатович Чкнаворян (17 мая 1911 год, Орду, Турция — 1985 год, Ереван, Армянская ССР) — армянский и советский архитектор. По его проектам были построены различные здания в Армении, Ереване и во Владикавказе.
Родился в 1911 году в городе Орду в армянской семье. Во время геноцида армян его семья переехала в Ереван. В 1937 году получил высшее образование на инженерно-строительном факультете Ереванского политехнического института. Про его проектам были построены в 1940-х годах многочисленные здания в армянских городах Алаверди, Каджаран и Кафан. Позже трудился руководителем архитектурной мастерской проектного института «Армгипроцветмет».
В 1956 году переехал во Владикавказ, где стал работать в местном архитектурном проектном институте. В последние два десятилетия своей жизни работал в Ереване, где по его проектам были созданы различные здания. Скончался в 1985 году.
Награждён Орденом «Знак почёта».

## Творения
- Дом проектных и строительных организаций (сегодня — Дворец правосудия) на площади Свободы, Владикавказ
- Дворец культуры горняков и металлургов на Иристонской улице, Владикавказ
- Архитектурный ансамбль площади Революции, объект культурного наследия России федерального значения (№ 1530337000), Владикавказ
- Два торговых павильона на Центральном рынке, объект культурного наследия России федерального значения (№ 1530170000), Владикавказ
- Жилые дома по улицам Джанаева, Маркова и на проспекте Коста, Владикавказ
- Жилой дом на пересечении улиц Маркова и Джанаева, Владикавказ

## Источник
- Владимир Бесолов, Архитектор Геворг Чкнаворян